# 法亞爾島

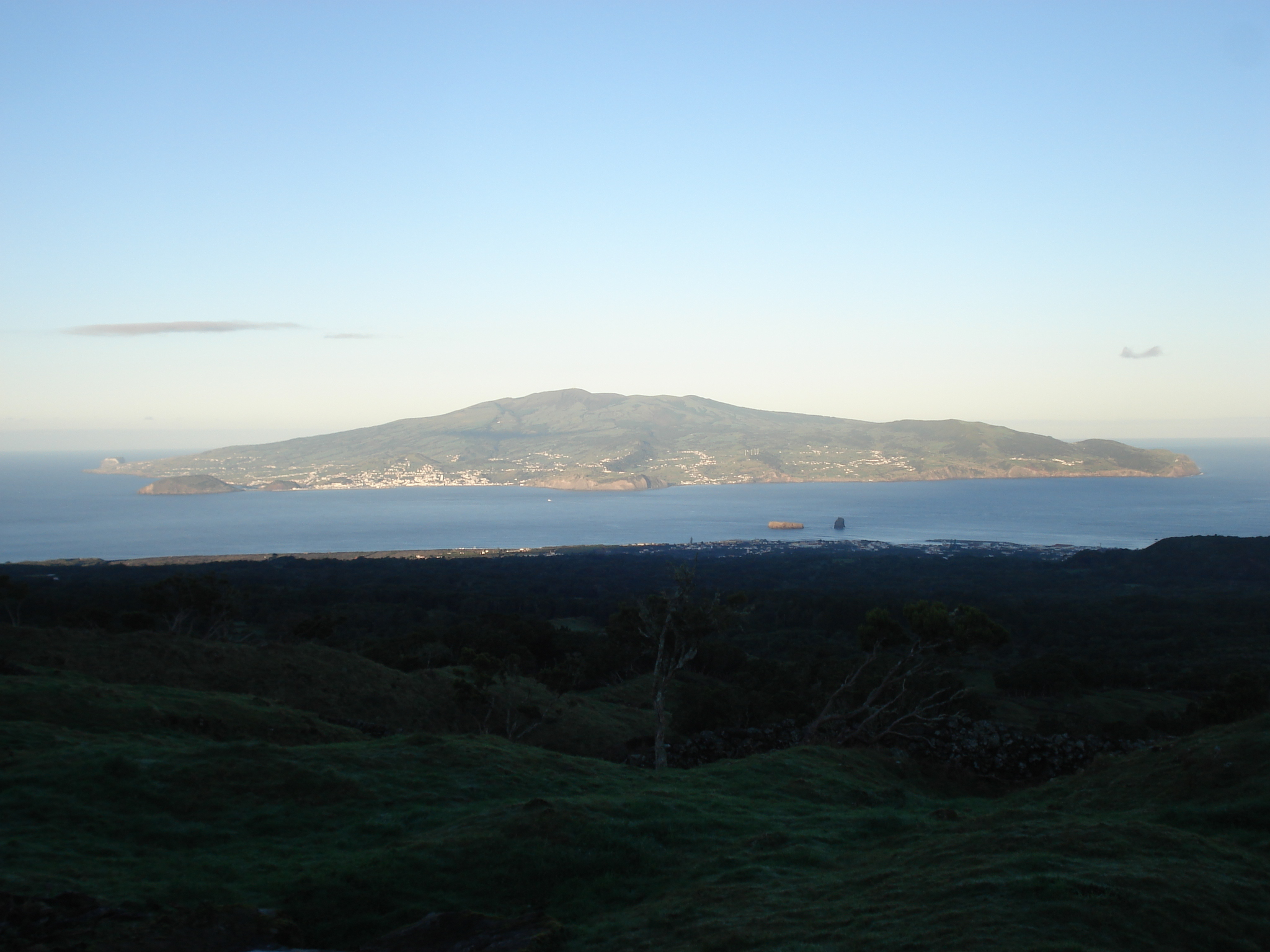

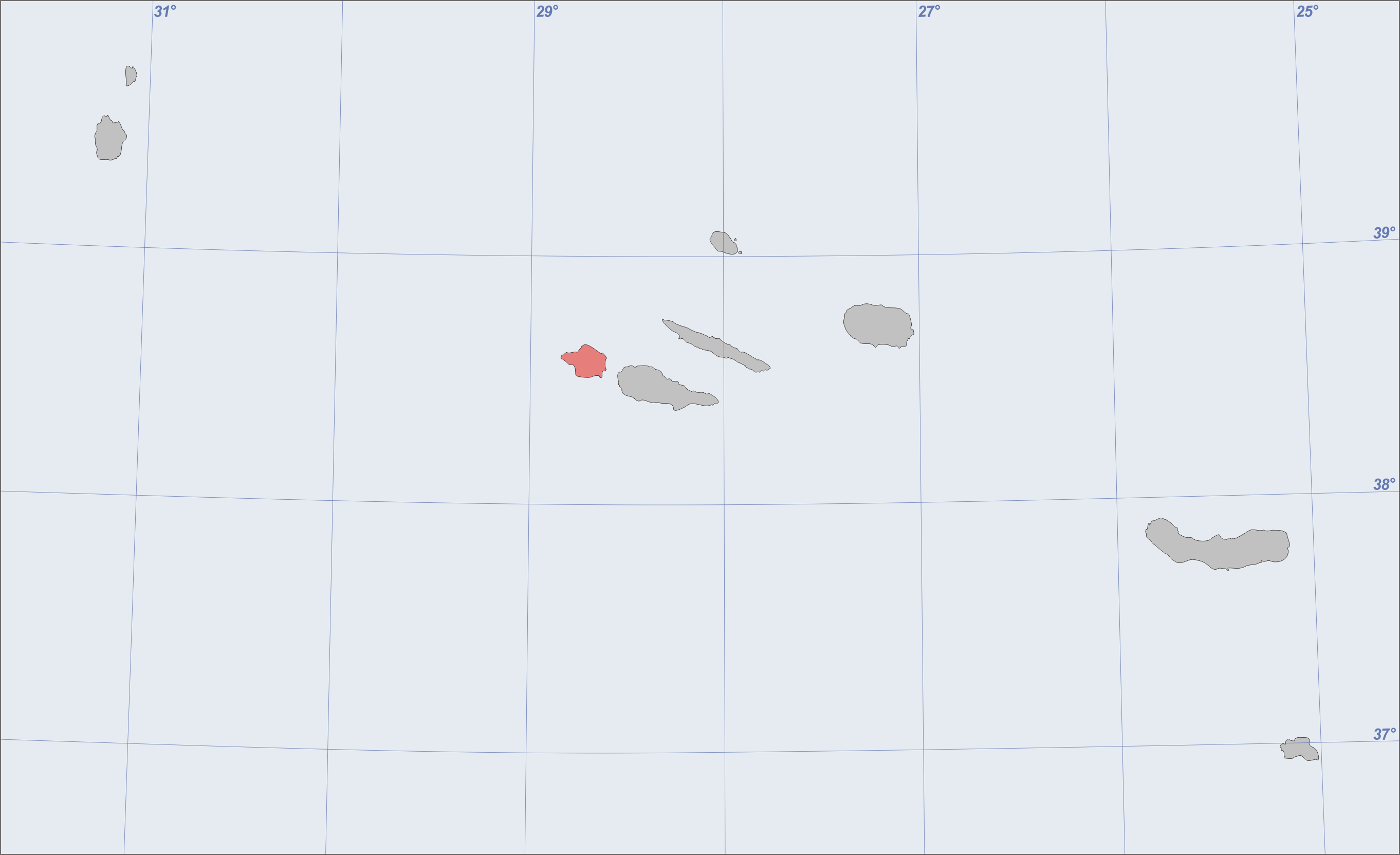

法亞爾島（葡萄牙語：Ilha do Faial）是葡萄牙的火山島，位於大西洋海域，屬於亚速尔群岛的一部分，長21.2公里、寬16.29公里，面積173.06平方公里，最高點海拔高度1,043米，人口約10,500。

## 外部連結
- Azores.com （页面存档备份，存于）
- （英文） The Azores Islands, Site about Portuguese Azores Islands （页面存档备份，存于）
- Sata Airlines - the only airline serving the island （页面存档备份，存于）